# ISO 21127
ISO 21127 — стандарт, що описує онтології, необхідні для опису даних, що стосуються культурної спадщини.
Це результат роботи зі стандартизації в рамках визначення нематеріальної культурної спадщини, проведеної ЮНЕСКО. Опублікований у 2006 році, доступний англійською та французькою мовами.
Цей стандарт описує, зокрема, метадані, необхідні для структуризації онтології.